# Тополовица (Велики Грђевац)
Тополовица је насељено место у општини Велики Грђевац, Бјеловарско-билогорска жупанија, Хрватска.

## Историја
До територијалне реорганизације у Хрватској била је у саставу старе општине Грубишно Поље.

## Становништво
У попису становништва из 2011. године, Тополовица је имала 15 становника.
| Број становника према пописима | Број становника према пописима | Број становника према пописима | Број становника према пописима | Број становника према пописима | Број становника према пописима | Број становника према пописима | Број становника према пописима | Број становника према пописима | Број становника према пописима | Број становника према пописима | Број становника према пописима | Број становника према пописима | Број становника према пописима | Број становника према пописима | Број становника према пописима |
| ------------------------------ | ------------------------------ | ------------------------------ | ------------------------------ | ------------------------------ | ------------------------------ | ------------------------------ | ------------------------------ | ------------------------------ | ------------------------------ | ------------------------------ | ------------------------------ | ------------------------------ | ------------------------------ | ------------------------------ | ------------------------------ |
| 1857                           | 1869                           | 1880                           | 1890                           | 1900                           | 1910                           | 1921                           | 1931                           | 1948                           | 1953                           | 1961                           | 1971                           | 1981                           | 1991                           | 2001                           | 2011                           |
| 177                            | 278                            | 263                            | 395                            | 411                            | 453                            | 502                            | 597                            | 410                            | 436                            | 406                            | 323                            | 199                            | 149                            | 14                             | 15                             |

### Попис1991.
У попису становништва из 1991. године, Тополовица је имала 149 становника, следећег националног састава:
| Попис 1991.‍  | Попис 1991.‍  | Попис 1991.‍ | Попис 1991.‍ | Попис 1991.‍ |
| ------------ | ------------ | ----------- | ----------- | ----------- |
|              |              |             |             |             |
| Хрвати       | Хрвати       |             | 77          | 51,67%      |
| Срби         | Срби         |             | 61          | 40,93%      |
| Мађари       | Мађари       |             | 5           | 3,35%       |
| Југословени  | Југословени  |             | 4           | 2,68%       |
| неопредељени | неопредељени |             | 1           | 0,67%       |
| непознато    | непознато    |             | 1           | 0,67%       |
| укупно: 149  |              |             |             |             |

### Попис1910.
| Тополовица                                                                                   | Тополовица |
| -------------------------------------------------------------------------------------------- | --- |
| језик                                                                                        | вера |
| укупно: 453 Српски 245 (54,08%) Хрватски 117 (25,82%) Мађарски 83 (18,32%) Немачки 8 (1,76%) | <div style="border:solid transparent;position:absolute;width:100px;line-height:0;<div style="border:solid transparent;position:absolute;width:100px;line-height:0; укупно: 453 Православци 245 (54,08%) Римокатолици 208 (45,91%) - (-%) |